# حي الصيقة (حضرموت)
حي الصيقة هو أحد أحياء مديرية ساة في محافظة حضرموت اليمنية. يبلغ تعداد سكانه 2882 نسمة حسب التعداد السكاني في اليمن لعام 2004.